# Fred Harrison
Fred Harrison (født 1944) er en britisk journalist, forfatter, økonomisk teoretiker m.m. Han er født på Cypern men har endvidere boet i Tyskland og Singapore, før han kom til England og blev uddannet på bl.a. University College ved Oxford University samt University of London.
Sidste udgivelse, The Silver Bullet, er oversat til dansk med titlen Sølvkuglen.

## Udgivelser
2008 The Silver Bullet, London: theIU (International Union for Land Value Taxation).

2007 Boom Bust: House Prices, Banking and the Depression of 2010 (Second Edition), London: Shepheard-Walwyn.

2006 Ricardo’s Law: House Prices & the Great Tax Clawback Scam, London: Shepheard-Walwyn.

2005 Boom Bust: House Prices, Banking and the Depression of 2010, London: Shepheard-Walwyn.

2004 Wheels of Fortune: Self-financing Transport Systems & the Tax-reform Dividend, London: Institute of Economic Affairs.

1997 The Chaos Makers i samarbejde med professor F.J. Jones, London: Othila Press.

1997 Land-rent Dynamics and the Sustainable Society (with Galina Titova), Cambridge, MA: Lincoln Institute of Land Policy Working Paper.

1994 Land & Taxation (sammen med Dr. N. Tideman et. al.), London: Shepheard-Walwyn.

1994 The Corruption of Economics (med Dr. M. Gaffney og Dr. K. Feder), London: Shepheard-Walwyn.

1994 A Philosophy for a Fair Society (med Dr. M. Hudson et al.), London: Shepheard-Walwyn.

1991 "The Crisis of Transition from the Commons: population explosions, their cause and cure", in Commons without Tragedy (editor: Dr. R.V. Andelson), New York: Barnes & Noble.

1991 "Post-socialism and the Single Tax: a holistic philosophy", in Now the Synthesis: Capitalism, Socialism & the New Social Contract (editor: R. Noyes), New York: Holmes & Meier.

1991 "Geonomics: The making of a Post-Socialist Society", in Green Light over Europe, Heretic Books.

1989 "Ecology, Politics and the Nature of Rent", in Costing the Earth (editor: Ronald Banks), London: Shepheard-Walwyn.

1986 "Land Value Taxation", in The Living Economy (editor: Paul Ekins), London: Routledge & Kegan Paul.

1983 The Power in the Land, London: Shepheard-Walwyn; New York: Universe Books; Canada: Prentice Hall.

1979 Two chapters in Critics of Henry George (edited by R.V. Andelson), Rutherford: Fairleigh Dickinson U.P. Second edition published by Blackwell in 2003.